# Jean Kerisel
Jean Kerisel (18 novembre 1908 - 22 janvier 2005), ingénieur général des Ponts et Chaussées, fut un expert en mécanique des sols, science qu'il développa et enseigna à l'ENPC. Il a apporté une contribution essentielle au progrès de la géotechnique. En plus de 70 ans d'activité professionnelle, il a réalisé une œuvre considérable dans les domaines de l'art de construire et de l'archéologie. 

## Biographie
Jean Lehuérou-Kerisel, de son nom complet, originaire d’une famille de juristes bretons, est né le 18 novembre 1908 à Saint-Brieuc (Bretagne). Il entre à l'École Polytechnique (Promotion 1928), et sort major de l'École nationale des ponts et chaussées en 1933.
Le destin de Jean Kerisel a été marqué par sa rencontre avec l’éminent ingénieur et savant Albert Caquot, dont il épouse la fille, Suzy, en 1931. Ingénieur des Ponts et Chaussées à Orléans de 1933 à 1940, il s’intéressa au développement théorique et pratique de ce qui allait devenir la mécanique des sols, dont il deviendra un expert mondialement reconnu.
Il obtient en 1935 le titre de Docteur es-Sciences Physiques en Sorbonne, sa thèse portant sur l’étude du frottement des milieux pulvérulents et son application à l’étude des fondations.

### Directeur de la Reconstruction de la France, après la Seconde Guerre mondiale
Durant la Seconde Guerre mondiale, lieutenant du Génie, décoré de la Croix de Guerre avec Citation à l'ordre de la brigade, il poursuit sa carrière en tant que Directeur de la Construction au Ministère de la Reconstruction de 1944 à 1951. Par l'importance des dommages immobiliers, la France était classée juste après l'Union soviétique et l'Allemagne. Il dirige la reconstruction de l’ensemble des cités françaises, auprès des ministres Raoul Dautry et Eugène Claudius-Petit, et mène alors des chantiers d’expérimentations de prototypes d’habitations (Le Corbusier) et de méthodes industrielles. En 1951, estimant que l’essentiel de la tâche de reconstruction est accompli, il démissionne pour passer dans le privé.

### L'expert géotechnique
En 1952, il fonde le bureau d'études Simecsol, spécialisé en géotechnique, qu'il dirigea jusqu’en 1979. Il participa, en tant que concepteur, expert ou conseil, notamment aux projets suivants :
- les fondations des ponts Houphouët Boigny à Abidjan et d'Onitsha au Nigeria.
- les fondations du pont de Maracaibo au Venezuela (1958-1962) - Pont en béton précontraint de 8,7 km de long.
- les fondations du nouveau pont de l'Alma sur la Seine à Paris (1970), le pont le plus large de la capitale.
- le barrage en terre et enrochements d’Arzal (1965-1970) - 500 m de largeur sur une épaisseur importante de vase dans l'estuaire de la Vilaine (Bretagne).
- les travaux souterrains du métro express RER pour la RATP à Paris (20 ans de conseil), du métro de Lyon, de Marseille et du Caire (Égypte).
- les tunnels de Fourvière à Lyon et Bielsa sous les Pyrénées.
- les travaux portuaires à Sibari, Italie (1970-1987), et à Douala (Cameroun)
- les fondations de grands ensembles industriels et immobiliers : Usinor à Dunkerque, centrales nucléaires de Gravelines et Belleville sur Loire, tours de la Défense, tour Montparnasse.
- expertise ministérielle dans l’accident du tunnel ferroviaire de Vierzy, près de Soissons (juin 1972), qui fit 108 morts, lorsque deux trains se croisant en sens opposé provoquèrent un écroulement de la voûte.

De 1951 à 1969, il est professeur titulaire de la chaire de mécanique des sols à l'École nationale des ponts et chaussées où il forme une génération d’ingénieurs. 
À l'occasion de ses interventions à travers le monde ou des recherches et expériences qu'il n’a cessé de mener en géotechnique, Jean Kerisel publie, de 1935 à 2000, un nombre considérable d'articles qui ont fait autorité, y compris son traité de mécanique des sols (rédigé avec Albert Caquot en 1949) et ses tables de butée et de poussée, maintes fois réédités et enrichis en plusieurs langues.
Il participe à l’évolution des techniques dans le domaine des fondations et travaux souterrains. Il encourage les méthodes nouvelles (comme le pénétromètre et le pressiomètre de Louis Menard) et développe très tôt les essais en vraie grandeur sur ouvrages réels.

### L'égyptologue et l’écrivain
En 1979, il abandonne la direction de Simecsol, sans délaisser pour autant la mécanique des sols et l'activité d'ingénieur-conseil. Travailleur infatigable, son activité professionnelle l'ayant conduit au Caire pour les travaux du métro, il entame une deuxième « carrière » d’égyptologue et se passionne alors pour les ouvrages de l'Égypte des pharaons. Avec Albert Caquot, il avait présenté un projet pour le déplacement du temple d'Abou Simbel, nécessité par la montée des eaux derrière le grand barrage d'Assouan. Les recherches approfondies de Jean Kerisel sur la grande pyramide de Khéops, dont le tombeau n’a jusqu’à présent pas été retrouvé, le conduisent en 2002 à émettre une théorie sur l’emplacement de ce tombeau, cohérente avec le témoignage du grand historien grec Hérodote et reconnue comme extrêmement plausible. Il propose aussi une théorie de la méthode de construction de la pyramide.
Cette passion et son talent d’écrivain le conduiront à livrer son analyse et ses réflexions de constructeur dans cinq ouvrages dans le domaine de l'archéologie et de l'égyptologie, publiés entre 1987 et 2005 en français et en anglais, et maintes fois réédités et enrichis.
Plus généralement, la connaissance approfondie qu'il a acquise de l’histoire de la géotechnique l'amène à s'intéresser à la pathologie des ouvrages des anciens. Pour bien en comprendre tous les mécanismes et les leçons, il s’intéresse en particulier à la cathédrale de Beauvais, au Panthéon et à la tour de Pise (dont il présida plusieurs comités scientifiques pour son redressement).

### L'homme
Grand théoricien ayant une large pratique du terrain, sachant se mettre à la portée de ses interlocuteurs, il a vraiment donné à la mécanique des sols ses lettres de noblesse.
Ses disciples et ses pairs l'ont reconnu tant en France qu'à l'étranger, l'élisant président du Comité Français de Mécanique des Sols et Travaux de Fondations, poste qu'il occupera de 1969 à 1973, et qu'il abandonnera pour occuper la présidence jusqu'en 1979 de la Société Internationale de Mécanique des Sols et Travaux de Fondations (ISSMFE), regroupant 50 pays et 10000 membres. Ses mérites ont été reconnus par de nombreuses distinctions accordées par le gouvernement français (Commandeur de la Légion d'honneur), l'Académie des Sciences de Hongrie en 1973 (membre honoraire), la British Geotechnical Society en 1975 (orateur de la fameuse conférence Rankine), l'Université de Liège en 1975 et celle de Naples en 1996 (docteur honoris causa).

## Famille
Il se mariera le 4 décembre 1931 à Paris, avec Suzanne Caquot la fille du célèbre ingénieur Albert Caquot dont il sera le disciple. L'un de ses fils, Thierry, né en 1943, deviendra lui aussi par la suite ingénieur des ponts et chaussées.
Il est inhumé avec son beau-père, sa belle-mère et son épouse au Nouveau Cimetière de Dinard.

## Publications
Mécanique des Sols
- Tables de butée, de poussée et de force portante des fondations et Tables for the calculation of passive pressure, active pressure and bearing capacity of foundations, coauteur avec Albert Caquot, (1948), Gauthier-Villars, Paris, et Lewis, Londres. Rééditées en 1973, coauteur avec Albert Caquot et Elie Absi, Gauthier-Villars/Bordas, Paris, et en 1990 et 2003, Presses ENPC, Paris, Balkema, Rotterdam.
- Traité de Mécanique des Sols, coauteur avec Albert Caquot, en mai 1949, réédité en 1956 et 1966, Gauthier-Villars, Paris ; traduit en allemand en 1967 Grundlagen der Bodenmechanik, Springer-Verlag, Berlin ; traduit en espagnol en 1969 Tratado de Mecánica de Suelos, Interciencia, Madrid (1969) ; traduit aussi en roumain en 1968 et en japonais en 1975.
- Cours de Mécanique des Sols, éditions 1950-1951, 1954-1955, 1957-1958, 1959-1960, 1961-1962 et 1963-1964 », Presses ENPC, Paris.
- Glissements de terrains, Abaques, Dunod, Paris (1967).

Archéologie
- Down to Earth, Foundations Past and Present, the Invisible Art of the Builder, Balkema, Rotterdam (1987 et 1991).
- La Pyramide à travers les âges. Mythes et religions, Presses de l’ENPC, Paris (1991).
- Génie et démesure d'un pharaon : Khéops, Stock, Paris (1996 et 2001).
- Le Nil : l'espoir et la colère. De la sagesse à la démesure, Presses ENPC, Paris (1999). « The Nile and its Masters, Past, Present, Future, Source of Hope and Anger », Balkema, Rotterdam (2001).
- « The tomb of Cheops and the testimony of Herodotus », 29 janvier 2002, revue Discussions in Egyptology' 53, p. 47 à 55, Oxford.
- Pierres et Hommes, des Pharaons à nos jours, Presses de l’ENPC, Paris (2004), Of Stones and Man from the Pharaohs to the present day Taylor & Francis (London) / Balkema, Leiden (Hollande) (2005).

Biographie d’Albert Caquot
- Albert Caquot, Créateur et Précurseur, Eyrolles, Paris (1978).
- Albert Caquot (1881-1976), Savant, soldat et bâtisseur, Presses de l’ENPC, Paris (2001)